# 浜平駅
浜平駅（はまひらえき）は、鹿児島県垂水市浜平にかつて設置されていた、日本国有鉄道（国鉄）大隅線の駅（廃駅）である。大隅線の廃止に伴い、1987年（昭和62年）3月14日に廃駅となった。

## 歴史
- 1961年（昭和36年）4月13日：古江線（後、大隅線へ改称）の駅として開業[1][2]。気動車の旅客のみを取り扱う駅員無配置駅[3]。
- 1987年（昭和62年）3月14日：大隅線の全線廃止に伴い、廃駅となる[1]。

## 駅構造
単式ホーム1面1線を有する駅であり、無人駅であった。ホーム上に待合所を併設していたが、駅舎は無かった。

## 駅周辺
- ベトナム難民救護施設垂水園

## 隣の駅
日本国有鉄道
大隅線
柊原駅 - 浜平駅 - 垂水駅